# Israel Vázquez
Israel Vázquez Castañeda (México DF, 25 de diciembre de 1977-California, 2 de diciembre de 2024) fue un boxeador mexicano de las categorías de peso supergallo y peso pluma.

## Carrera
En 1995, Vázquez hace su debut profesional en el peso supergallo a los 17 años. Venció a sus primeros nueve oponentes por nocaut antes de ser vencido por la misma vía. Sus peleas fueron principalmente en México donde venció a 11 oponentes, donde su mayor victoria fue ante Óscar Larios (20-0), justo antes de perder por decisión dividida ante Marcos Licona.
Luego Vázquez ganó 12 peleas seguidas, y en 2002 volvió a enfrentar a Larios por el título interino del WBC Super Bantamweight. En esa ocasión perdió la pelea en el 12.º round. Vázquez luego peleó ante el excampeón Jorge Eliecer Julio y ganó el título vacante de la IBF en la categoría de peso pluma Junior ante Jose Luis Valbuena en 2004.
En su primera defensa venció por nocaut al entonces invicto Artyom Simonyan en el quinto round. En 2005 Vázquez decidió pelear contra el campeón de la WBC Óscar Larios por tercera vez con el título de por medio de ambos peleadores. Él ganó la pelea por nocaut técnico en el tercer round — luego de que la pelea fuera detenida por el corte que tenía Larios en su ojo izquierdo, cortando la racha de Larios de nueve victorias seguidas.
El 10 de junio de 2006, Vázquez venció al ex-campeón Ivan Hernández (23-1-1) y luego al campeón de peso supergallo de la WBO, Jhonny González, el 16 de septiembre de 2006.
Su siguiente pelea fue el 3 de marzo de 2007 donde Vázquez perdió el título de peso supergallo ante el primer clasificado de la categoría Rafael Márquez, pelea donde tuvo problemas respiratorios en el séptimo round por tener la nariz rota y terminó por TKO. Se dio la revancha el 4 de agosto de 2007 en la que Vásquez recuperó el título. Luego de tener cortes en ambos ojos, logró vencer a Márquez en el sexto round en una pelea catalogada como la pelea del año 2007. El tercer round de la pelea también fue conocido como el mejor del 2007.
Volvió a enfrentar a Márquez por tercera vez el 1 de marzo de 2008 donde Vázquez volvería a ganar, en esa ocasión por decisión dividida. La pelea ganó el reconocimiento de ser la pelea del año en 2008, y el cuarto asalto de la pelea fue el mejor de 2008, pasando a ser la rivalidad Vázquez vs Márquez una de las mejores trilogías en los años recientes.
El 18 de diciembre de 2008 Vázquez fue despojado del WBC Super Bantamweight Championship, luego de no poder defenderlo por largo tiempo a causa de un desprendimiento de retina sufrida en la tercera pelea contra Márquez. El boxeador japonés Toshiaki Nishioka campeón interino de la WBC se convirtió en campeón luego de vencer a Genaro García. Luego de tres cirugías Vázquez tuvo el alta médica para poder entrenar el 15 de mayo de 2009.
Vázquez peleó contra Márquez por cuarta ocasión el 22 de mayo de 2010 por la categoría de peso pluma en el Staples Center en Los Angeles, California. La pelea fue titulada "Once and Four All" y transmitida por Showtime. Márquez ganó en el tercer round por TKO sobre Vázquez para empatar la serie 2-2.
Aunque Márquez esperaba una quinta pelea, Vázquez decidió retirarse. Esa fue la última pelea en la carrera de Vázquez.

## Resultados
| No. | Resultado   | Récord | Rival                  | Tipo | Round, tiempo | Fecha                    | Sede                                                     | Notas                                                             |
| --- | ----------- | ------ | ---------------------- | ---- | ------------- | ------------------------ | -------------------------------------------------------- | ----------------------------------------------------------------- |
| 49  | No Derrota  | 44–5   | Rafael Márquez         | KO   | 3 (12), 1:33  | 22 de mayo de 2010       | Staples Center, Los Angeles, California, U.S.            | Por el vacante WBC Silver de peso pluma                           |
| 48  | Sí Victoria | 44–4   | Angel Antonio Priolo   | KO   | 9 (10), 2:10  | 10 de octubre de 2009    | Nokia Theatre L.A. Live, Los Angeles, California, U.S.   |                                                                   |
| 47  | Sí Victoria | 43–4   | Rafael Márquez         | SD   | 12            | 1 de marzo de 2008       | Home Depot Center, Carson, California, U.S.              | Defensa exitosa del WBC and The Ring super bantamweight titles    |
| 46  | Sí Victoria | 42–4   | Rafael Márquez         | TKO  | 6 (12), 1:16  | 4 de agosto de 2007      | Dodge Arena, Hidalgo, Texas, U.S.                        | Ganó el WBC y el The Ring super bantamweight titles               |
| 45  | No Derrota  | 41–4   | Rafael Márquez         | RTD  | 7 (12), 3:00  | 3 de marzo de 2007       | Home Depot Center, Carson, California, U.S.              | Perdió el WBC y el The Ring super bantamweight titles             |
| 44  | Sí Victoria | 41–3   | Jhonny González        | TKO  | 10 (12), 2:09 | 16 de septiembre de 2006 | MGM Grand Garden Arena, Paradise, Nevada, U.S.           | Defensa exitosa del WBC and The Ring super bantamweight titles    |
| 43  | Sí Victoria | 40–3   | Ivan Hernández         | RTD  | 4 (12), 3:00  | 10 de junio de 2006      | Boardwalk Hall, Atlantic City, New Jersey, U.S.          | defensa exitosa del WBC y The Ring super bantamweight titles      |
| 42  | Sí Victoria | 39–3   | Óscar Larios           | TKO  | 3 (12), 2:52  | 3 de diciembre de 2005   | Mandalay Bay Events Center, Paradise, Nevada, U.S.       | Ganó el título de la WBC y el vacante The Ring de peso supergallo |
| 41  | Sí Victoria | 38–3   | Armando Guerrero       | UD   | 12            | 31 de mayo de 2005       | Ho-Chunk Sports and Expo Center, Lynwood, Illinois, U.S. | Defensa exitosa del IBF super bantamweight title                  |
| 40  | Sí Victoria | 37–3   | Artyom Simonyan        | TKO  | 5 (12), 0:59  | 28 de diciembre de 2004  | Sycuan Casino, El Cajon, California, U.S.                | Defensa exitosa del IBF super bantamweight title                  |
| 39  | Sí Victoria | 36–3   | José Luis Valbuena     | TKO  | 12 (12), 0:34 | 25 de marzo de 2004      | Grand Olympic Auditorium, Los Angeles, California, U.S.  | Ganó el título vacante IBF super bantamweight                     |
| 38  | Sí Victoria | 35–3   | Trinidad Mendoza       | TKO  | 7 (10), 2:45  | 19 de septiembre de 2003 | Centennial Garden, Bakersfield, California, U.S.         |                                                                   |
| 37  | Sí Victoria | 34–3   | Jorge Eliécer Julio    | TKO  | 10 (10), 1:15 | 22 de mayo de 2003       | SBC Center, San Antonio, Texas, U.S.                     |                                                                   |
| 36  | Sí Victoria | 33–3   | Justo Almazán          | UD   | 8             | 26 de septiembre de 2002 | Holiday Inn Express, National City, California, U.S.     |                                                                   |
| 35  | No Derrota  | 32–3   | Óscar Larios           | TKO  | 12 (12), 1:57 | 17 de mayo de 2002       | Memorial Auditorium, Sacramento, California, U.S.        | Por el título interino vacante de la WBC de peso supergallo       |
| 34  | Sí Victoria | 32–2   | Osvaldo Guerrero       | UD   | 10            | 22 de febrero de 2002    | Quiet Cannon, Montebello, California, U.S.               |                                                                   |
| 33  | Sí Victoria | 31–2   | Felipe Ramirez         | KO   | 5 (8), 0:48   | 25 de octubre de 2001    | Marriott Hotel, Irvine, California, U.S.                 |                                                                   |
| 32  | Sí Victoria | 30–2   | Ever Beleno            | KO   | 2 (12), 1:49  | 19 de mayo de 2001       | Fantasy Springs Resort Casino, Indio, California, U.S.   | Defensa exitosa del NABF super bantamweight title                 |
| 31  | Sí Victoria | 29–2   | Don Don Concepción     | TKO  | 3 (12), 1:31  | 7 de enero de 2001       | Texas Station, North Las Vegas, Nevada, U.S.             | Ganó el título vacante de la NABF de peso supergallo              |
| 30  | Sí Victoria | 28–2   | Eddy Saenz             | KO   | 2 (10), 2:12  | 27 de octubre de 2000    | Quiet Cannon, Montebello, California, U.S.               |                                                                   |
| 29  | Sí Victoria | 27–2   | Javier Varguez         | KO   | 3 (10), 1:54  | 17 de agosto de 2000     | Arrowhead Pond, Anaheim, California, U.S.                |                                                                   |
| 28  | Sí Victoria | 26–2   | Amador Vasquez         | TKO  | 2 (10), 1:54  | 29 de julio de 2000      | Caesars Tahoe, Stateline, Nevada, U.S.                   |                                                                   |
| 27  | Sí Victoria | 25–2   | Eddy Saenz             | KO   | 3 (12)        | 6 de mayo de 2000        | Fantasy Springs Resort Casino, Indio, California, U.S.   | Ganó el título IBA Continental de peso supergallo                 |
| 26  | Sí Victoria | 24–2   | Héctor Velázquez       | SD   | 10            | 4 de febrero de 2000     | Fantasy Springs Resort Casino, Indio, California, U.S.   |                                                                   |
| 25  | Sí Victoria | 23–2   | Edel Ruiz              | UD   | 8             | 7 de enero de 2000       | Memorial Auditorium, Sacramento, California, U.S.        |                                                                   |
| 24  | Sí Victoria | 22–2   | Adarryl Johnson        | MD   | 6             | 3 de octubre de 1999     | Lady Luck Rhythm & Blues, Lula, Mississippi, U.S.        |                                                                   |
| 23  | Sí Victoria | 21–2   | Nelson Ramon Medina    | KO   | 7 (10), 1:26  | 9 de agosto de 1999      | Arrowhead Pond, Anaheim, California, U.S.                |                                                                   |
| 22  | No Derrota  | 20–2   | Marcos Licona          | SD   | 12            | 27 de marzo de 1999      | Tropicana Las Vegas, Paradise, Nevada, U.S.              | Por el título vacante de la WBO–NABO de peso supergallo           |
| 21  | Sí Victoria | 20–1   | Agustin Lorenzo        | TKO  | 8 (10)        | 30 de noviembre de 1998  | Arrowhead Pond, Anaheim, California, U.S.                |                                                                   |
| 20  | Sí Victoria | 19–1   | Frank Lizarraga        | UD   | 6             | 22 de octubre de 1998    | Scottish Rite Center, San Diego, California, U.S.        |                                                                   |
| 19  | Sí Victoria | 18–1   | Juan Manuel Chavez     | UD   | 10            | 10 de agosto de 1998     | Arrowhead Pond, Anaheim, California, U.S.                |                                                                   |
| 18  | Sí Victoria | 17–1   | Oscar Javier García    | TKO  | 4             | 8 de junio de 1998       | Arrowhead Pond, Anaheim, California, U.S.                |                                                                   |
| 17  | Sí Victoria | 16–1   | Antonio Ramirez        | UD   | 6             | 15 de marzo de 1998      | Sycuan Casino, El Cajon, California, U.S.                |                                                                   |
| 16  | Sí Victoria | 15–1   | Saul Briseño           | TD   | 8             | 21 de febrero de 1998    | Ciudad de México, México                                 |                                                                   |
| 15  | Sí Victoria | 14–1   | Enrique Angeles        | TKO  | 9             | 30 de agosto de 1997     | Ciudad de México, México                                 |                                                                   |
| 14  | Sí Victoria | 13–1   | Marcello Nava          | TKO  | 4             | 14 de junio de 1997      | Ciudad de México, México                                 |                                                                   |
| 13  | Sí Victoria | 12–1   | Óscar Larios           | KO   | 1 (10)        | 12 de abril de 1997      | Arena Coliseo, Ciudad de México, México                  |                                                                   |
| 12  | Sí Victoria | 11–1   | Erik Lopez             | TKO  | 3             | 29 de marzo de 1997      | Ciudad de México, México                                 |                                                                   |
| 11  | Sí Victoria | 10–1   | Abraham Barrientos     | TKO  | 5             | 30 de noviembre de 1996  | Ciudad de México, México                                 |                                                                   |
| 10  | No Derrota  | 9–1    | Ulises Flores          | TKO  | 1             | 5 de octubre de 1996     | Ciudad de México, México                                 |                                                                   |
| 9   | Sí Victoria | 9–0    | Saul Briseño           | TKO  | 3             | 7 de septiembre de 1996  | Ciudad de México, México                                 |                                                                   |
| 8   | Sí Victoria | 8–0    | Enrique Martinez       | TKO  | 1             | 3 de mayo de 1996        | Salina Cruz, Oaxaca, México                              |                                                                   |
| 7   | Sí Victoria | 7–0    | Joel Nolasco           | KO   | 2             | 19 de abril de 1996      | Salina Cruz, Oaxaca, México                              |                                                                   |
| 6   | Sí Victoria | 6–0    | Cecilio Marino Jimenez | KO   | 7             | 8 de marzo de 1996       | Salina Cruz, Oaxaca, México                              |                                                                   |
| 5   | Sí Victoria | 5–0    | Alejandro Pantaleón    | KO   | 3             | 16 de febrero de 1996    | Salina Cruz, Oaxaca, México                              |                                                                   |
| 4   | Sí Victoria | 4–0    | Raul Gonzales          | DQ   | 4             | 6 de septiembre de 1995  | Ciudad de México, México                                 | González fue descalificado por un cabezazo intencional            |
| 3   | Sí Victoria | 3–0    | Jesus Romero           | TKO  | 1             | 21 de junio de 1995      | Ciudad de México, México                                 |                                                                   |
| 2   | Sí Victoria | 2–0    | Sergio Lopez           | KO   | 1             | 19 de abril de 1995      | Ciudad de México, México                                 |                                                                   |
| 1   | Sí Victoria | 1–0    | Eduardo Rosas          | TKO  | 1 (4)         | 29 de mayo de 1995       | Ciudad de México, México                                 | Debut Profesional                                                 |

## Muerte
El 11 de noviembre de 2024, Vázquez fue diagnosticado con un sarcoma en fase 4, enfermedad de la cual murió en California, Estados Unidos, el 2 de diciembre de 2024 a los 46 años.